# ランスティングエステルイェータランド
ランスティングウステルイェータランド (Landstinget i Östergötland) はエステルイェータランド県の公衆衛生と日常的・特殊両方の医療、教育等を主に担当するランスティングである。ランスティング議会(landstingsfullmäktige)の定数は101名。会派は中央の議会に議席を有する8政党と、地域政党の計9党で構成されている。